# Aleksiej Cukanow
Aleksiej Iljicz Cukanow (ros. Алексей Ильич Цуканов; ur. 1907 w Kołomnie, zm. w czerwcu 1975 w Kalininie) – funkcjonariusz NKWD, podpułkownik MGB.

## Życiorys
W 1929 wstąpił do Armii Czerwonej, a w 1932 do OGPU. Od 1933 naczelnik w Oddziale Rejonowym OGPU/NKWD w Wyszniewołocku, w 1937 został zastępcą szefa, a w 1938 szefem Oddziału Łączności Zarządu NKWD obwodu kalinińskiego. W 1940 został komendantem więzienia wewnętrznego Urzędu Bezpieczeństwa Państwowego Zarządu NKWD obwodu kalinińskiego; na tym stanowisku odpowiadał m.in. za mordowanie Polaków w Twerze (zbrodnia katyńska). 26 października 1940 rozkazem Ławrientija Berii nagrodzony za „pomyślne wykonanie zadań specjalnych”. W latach 1944–1952 pracownik Zarządu Ludowego Komisariatu Bezpieczeństwa Państwowego obwodu wielkołuckiego.

## Odznaczenia
- Order Czerwonego Sztandaru (23 maja 1952)
- Order Czerwonej Gwiazdy (4 grudnia 1945)
- Medal „Za zasługi bojowe” (19 stycznia 1945)